# Contardo Giorgi
Contardo Giorgi (Broni, 16 settembre 1938 – Barcelona (Venezuela), 6 dicembre 1976) è stato un aviatore italiano. Viticoltore con la passione degli aerei, volò nel 1975 da Voghera a Fortaleza in Brasile con un piccolo aereo da turismo da lui modificato e poi nel 1976, sempre da Voghera, fino alle Galapagos.

## Biografia
Giorgi nacque a Broni il 16 settembre 1938. Il suo nome è quello del patrono di Broni, san Contardo d'Este. Nel 1961 svolge il servizio di leva come sottufficiale di fanteria a Udine, dove comincia ad appassionarsi agli aerei presso il campo volo di Campoformio. Finito il servizio di leva consegue il brevetto di volo di I grado a Genova e poi quello di secondo nel 1962, sempre a Genova. Nel 1968 riesce a comprarsi un aereo, un Falco F.8L. Nel 1968 sposa Maria Valle da cui ebbe tre figli: Ida, Giuseppe e Aldo. Nel 1974 intraprende alcuni voli verso l'Africa, prima a Tangeri e poi a Casablanca, partendo sempre da Genova. Nel 1975 attraversa l'Atlantico per giungere fino a Fortaleza. Nel 1976 ripete l'impresa di attraversare l'Atlantico, ma ha l'incidente che gli sarà fatale sulla via del ritorno, in Venezuela.

## L'aereo
L'aereo acquistato da Giorgi era un Falco F.8L, costruito dalla Aeromere di Trento nel 1960, con una potenza di 150 CV (110 KW) e serbatoi per un totale di 155 l di benzina, per un'autonomia di circa 3 ore. L'aereo, registrato come I-GETT, aveva tra i vari precedenti proprietari il figlio dell'aviatore Arturo Ferrarin, che aveva compiuto la trasvolata Roma-Brasile nel 1928.
Giorgi aggiunse serbatoi ausiliari per arrivare fino a 360 l che gli permisero di volare con un amico fino a Tangeri.
Successivamente si fece costruire un'unica cisterna da 255 l a cui aggiunse altri serbatoi ausiliari per arrivare a un totale di 530 l al momento del decollo per raggiungere il Brasile, per un peso complessivo di 1200 Kg, a fronte dei 780 Kg massimi previsti per l'aereo. Alcuni serbatoi ausiliari erano fatti di plastica per essere infilati negli anfratti liberi dell'abitacolo, rendendo la guida alquanto scomoda.
Giorgi aveva anche installato un ADF per la navigazione strumentale.

## Le trasvolate
Il 23 febbraio 1975 Giorgi decollò da Voghera, dove si trovava l'hangar dell'aereo, poco dopo le 8:00, e dopo venti minuti atterrò a Genova dove riempì i serbatoi. Nessuno sapeva dove fosse destinato. Decollato da Genova raggiunse Casablanca verso le 17:00 e fece rifornimento. Il giorno seguente, di primo mattino, decollò per Praia (Capo Verde), prima costeggiando l'Africa fino a Saint-Louis in Senegal. A Praia fece l'ultimo rifornimento e ripartì il giorno seguente. Giorgi volò per poco più di 11 ore a un'altezza di crociera di 3000 metri (10000 piedi), attraversando due temporali e raggiungendo le coste del Brasile circa 400 km a sud di Fortaleza, dove poi atterrò alle 17:25. Non essendo Fortaleza un aeroporto internazionale ebbe alcuni intoppi burocratici che gli permisero di ripartire solo sei giorni dopo. Il 3 marzo ripartì, atterrando rocambolescamente sull'isola di Fernando de Noronha (un serbatoio cominciò a spargergli benzina addosso e l'aeroporto dell'isola all'epoca era una base militare vietata ai civili). Riuscì a ripartire solo il 14 marzo alle 3:15 di mattina. Volò in una perturbazione per molte ore e giunse a Saint-Louis in Senegal alle 16.50, dopo oltre tredici ore e mezza di volo. Arriverà a Genova il 16 alle 16:30 e poi a Voghera, dopo 22 giorni di viaggio.
Il 31 ottobre 1976 partì di nuovo all’insaputa di tutti e rifacendo lo stesso percorso, ma stavolta arrivando a Belém, più a nord di Fortaleza. Da qui poi raggiunse Caracas, Il Panama, l'Ecuador e si spinse fino alle Galápagos. Il 22 novembre, sulla via del ritorno, ebbe un incidente a Barcelona in Venezuela. L'aereo precipitò poco dopo il decollo e prese fuoco. Giorgi fu avvolto dalle fiamme, forse anche a causa di una perdita di benzina che gli aveva bagnato i vestiti, come già successo a Fernando de Noronha, e si procurò ustioni sull'80% del corpo che lo portarono alla morte il 6 dicembre, all'età di 38 anni.